# سونغ زهينيو
سونغ زهينيو (بالصينية: 宋振瑜) هو لاعب كرة قدم صيني في مركز حراسة المرمى، ولد في 21 سبتمبر 1981 في داليان في الصين. شارك مع منتخب الصين لكرة القدم. أما مع النوادي، فقد لعب مع نادي تشانغتشون ياتاي ونادي تشونغتشينغ ليانغجيانغ ونادي تيانجين تيدا ونادي داليان شيده ونادي غوانغجو آر أند إف.

## وصلات خارجية
- سونغ زهينيو على موقع قاعدة بيانات كرة القدم.إي يو (الإنجليزية)
- سونغ زهينيو على موقع ناشيونال فوتبول تيمز (الإنجليزية)
- سونغ زهينيو على موقع Soccerway.com (الإنجليزية)